# Carte d'identité chinoise
 (juillet 2018).
Si vous disposez d'ouvrages ou d'articles de référence ou si vous connaissez des sites web de qualité traitant du thème abordé ici, merci de compléter l'article en donnant les références utiles à sa vérifiabilité et en les liant à la section « Notes et références ».
En Chine continentale, la carte d'identité de résident (chinois simplifié : 居民身份证 ; pinyin : jūmín shēnfènzhèng) est un document officiel d’identification des Chinois.

## Généralités
La carte d'identité est un document officiel pour tout citoyen chinois de la république populaire de Chine (hors Hong Kong et Macao).
Des versions spécifiques peuvent être délivrée aux citoyens de Hong Kong, Macao et Taiwan pour les mêmes domaines d'utilisation en Chine continentale. 
Son nom est officiellement « carte d'identité de résident », qui peut être source de confusion car elle contient un numéro d'identification de citoyen.
La première demande de carte est gratuite.

## Utilisation
La seconde génération des cartes possèdent une puce électronique. Elle permet notamment directement d'acheter et d'enregistrer son billet de train, en passant directement la carte aux machines de contrôles.

## Description

### Informations
La carte d'identité contient les informations essentielles du titulaire sur la face verso telles que :
- Nom
- Genre : M ou F
- Ethnie : selon les 56 ethnies officielles, ou 'non répertorié', 'autre', 'naturalisé'
- Date de naissance : format AAAA/MM/JJ
- Adresse domicile
- Numéro d'identification de citoyen :  composé de 18 chiffres, unique à chaque individu

Le côté recto présente :
- Emblème de la république populaire de Chine
- Autorité de délivrance : bureau de sécurité publique (équivalent préfecture de police)
- Durée de validité : selon l'âge du titulaire

### Langues disponibles
Pour les divisions administratives autonomes de minorités ethniques, les cartes d'identités peuvent être délivrée en version bilingue avec une autre écriture que le chinois simplifié :
| français                           | Chinois simplifié(ROM: Pinyin)      | Zhuang                   | Tibétain(ROM: Wylie)                                    | Mongol                                                                                   | Ouïghour(ROM: ULY)                      | Nuosu (ROM: Yi pinyin)                          | Coréen(ROM: McCune–Reischauer)            |
| ---------------------------------- | ----------------------------------- | ------------------------ | ------------------------------------------------------- | ---------------------------------------------------------------------------------------- | --------------------------------------- | ----------------------------------------------- | ----------------------------------------- |
| Nom                                | 姓名(xìngmíng)                      | SINGQMINGZ               | རུས་མིང་། (rus ming)                                      | ᠣᠪᠣᠭ ᠨᠡᠷ᠎ᠡ (oboɣ ner-e)                                                                   | نامى (nami)                             | ꑫꂓ (xyt hmi)                                  | 이름 (irŭm)                               |
| Genre                              | 性别(xìngbié)                       | SINGQBIED                | ཕོ་མོ། (pho mo)                                           | ᠴᠢᠨᠠᠷ ᠤᠨ ᠢᠯᠭᠠᠯ (činar-un ilɣal)                                                          | جىنسى (jinsi)                           | ꌺꅪ (sse hni)                                  | 성별 (sŏngbyŏl)                           |
| Ethnie                             | 民族(mínzú)                         | MINZCUZ                  | མི་རིགས། (mi rigs)                                        | ᠦᠨᠳᠦᠰᠦᠲᠡᠨ (ündüsüten)                                                                    | مىللىتى (milliti)                       | ꊿꋅ (co cux)                                   | 민족 (minjok)                             |
| Naissance                          | 出生(chūshēng)                      | SENG                     | སྐྱེས་དུས། (skyes dus)                                      | ᠲᠥᠷᠥᠭᠰᠡᠨ ᠡᠳᠦᠷ (törögsen edür)                                                            | تۇغۇلغان (tughulghan)                   | ꒆꄮ (yur te)                                   | 출생 (ch'ulsaeng)                         |
| Année-Mois-Jour                    | 年月日(nián yuè rì)                 | NIENZ NYIED HAUH         | ལོའི་ཟླ་ ཚེ་ས་ ཉིན། (lo'i zla, tshe sa, nyin)                | ᠣᠨ ᠰᠠᠷ᠎ᠠ ᠡᠳᠦᠷ (on, sar-a, edür)                                                           | يىل ئاي كۈن (yil, ay, kün)              | ꈎ ꆪ ꑍ (kut, help, nyit)                      | 년 월 일 (nyŏn, wŏl, il)                  |
| Domicile                           | 住址(zhùzhǐ)                        | DIEGYOUQ                 | སྡོད་གནས། (sdod gnas)                                     | ᠰᠠᠭᠤᠭ᠎ᠠ ᠭᠠᠵᠠᠷ (saɣuɣ-a ɣaǰar)                                                             | ئادرېسى (adrési)                        | ꀀꅉ (it dde)                                   | 주소 (chuso)                              |
| Numéro d'identification de citoyen | 公民身份号码(gōngmín shēnfèn hàomǎ) | GUNGHMINZ SINHFWN HAUMAJ | སྤྱི་དམངས་ཐོབ་ཐང་ཨང་རྟགས། (spyi dmangs thob thang ang rtags) | ᠢᠷᠭᠡᠨ ᠦ ᠪᠡᠶ᠎ᠡ ᠵᠢᠨ ᠦᠨᠡᠮᠯᠡᠯ ᠦᠨ ᠨᠣᠮᠧᠷ (irgen-ü bey-e ǰin ünemlel-ün nomɛr)                   | كىملىك نومۇرى (kimlik nomuri)           | ꇬꂱꇭꀧꊫꌐꀕꂷ (go mip gop bo zyp sat sat ma) | 공민신분증번호 (kongmin sinbunjŭng pŏnho) |
| Autorité de délivrance             | 签发机关(qiānfā jīguān)             | CIEMFAT GIHGVANH         | མཆན་སྤྲོད་ལས་ཁུངས། (mchan sprod las khungs)                 | ᠭᠠᠷ ᠤᠨ ᠦᠰᠦᠭ ᠵᠢᠷᠤᠴᠤ ᠣᠯᠭᠣᠨ ᠥᠭᠬᠦᠭᠰᠡᠨ ᠪᠡᠢᠭᠣᠯᠭ᠎ᠠ (ɣar-un üsüg ǰiruču olɣon ögxügsen beigölɣ-a) | تارقاتقان ئورگان (tarqatqan organ)      | ꇭꀧꊫꌐꃑꅉ (gop bo zyp sat fat dde)           | 발급기관 (palgŭp kikwan)                  |
| Durée de validité                  | 有效期限(yǒuxiào qīxiàn)            | MIZYAUQ GEIZHANH         | ནུས་ཐོན་ངུས་ཙོད། (nus thon ngus tsod)                       | ᠬᠦᠴᠦᠨ ᠪᠦᠬᠦᠢ ᠬᠤᠭᠤᠴᠠᠭ᠎ᠠ (xüčün büxüi xüɣüčaɣ-a)                                             | كۈچكە ئىگە مۇددىتى (küchke ige mudditi) | ꌬꉆꄮꈉ (ssi hxit te kop)                      | 유효기한 (yuhyo kihan)                    |